# Я, «Побєда» і Берлін (фільм)
«Я, „Побєда“ і Берлін» — український фільм режисерки Ольги Ряшиної, знятий за мотивами однойменної повісті музиканта Кузьми Скрябіна. Прем'єра стрічки планувалася на березень 2022 року, проте через повномасштабне російське вторгнення була перенесена на 14 березня 2024 року. В українському прокаті фільм зібрав 58 млн грн.

## Сюжет
1990-ті. За три дні до запланованого концерту музикант-початківець Кузьма вирушає зі своїм другом Бардом до Берліна на старій «Побєді». Кажуть, там є колекціонер, готовий обміняти жовту бестію на шестисотий «Мерс». Кузьма обіцяє своїй дівчині Барбарі повернутися додому на новій тачці, а хлопцям з гурту — встигнути на виступ. Проте все йде не за планом.

## У ролях
- Іван Бліндар — Кузьма
- Володимир Гева — Бард
- Марія Стопник — Барбара
- Ростислав Бьоме — Карстен
- Адам Хаді — Руді
- Алейна Кандемір — Ден
- Міхаель Отто Ротман — Томас
- Михайло Понзель — Лесик
- Микита Васейко — Яцик

## Знімальна група
- Сценарій — Олексій Комаровський, Анатолій Крим, Ніна Шуліка
- Режисерка — Ольга Ряшина
- Продюсер — Олексій Терентьєв
- Оператор-постановник — Дмитро Недря
- Художник-постановник — Микола Кіщук

## Виробництво
Фільм знято за підтримки Міністерства культури та інформаційної політики України й Державного агентства України з питань кіно.
Бюджет фільму близько 1 млн 300 тис. доларів.
Зйомки відбувалися у Львові, Києві та Берліні.